# FIBA 아메리컵
FIBA 아메리컵(FIBA AmeriCup)은 FIBA에 가맹한 아메리카 농구 협회(연맹)의 남자 농구 국가대표팀이 참가하는 국제 농구 대회이다.
서반구 대륙의 국가대표팀끼리 4년마다 열리는 아메리카농구선수권대회다.
FIBA는 대서양 서쪽의 서반구 전체를 하나의 구역으로 편성했기 때문에 북미, 중미, 카리브해, 남미 국가들이 이 대회에 출전한다.
2015년까지 아메리카 챔피언십은 2년마다 열렸으며, FIBA 월드컵과 하계 올림픽의 예선 대회이기도 했다. 그러나 2017년부터 아메리컵은 다른 모든 남자 FIBA 대륙 선수권 대회와 함께 4년에 한 번씩 열린다. 대륙 선수권 대회는 더 이상 월드컵이나 올림픽 예선 과정의 일부가 아니다.

## 같이 보기
- FIBA 농구 월드컵
- 올림픽 농구